# A J Hurt
Amelia Josephine „A J“ Hurt (* 5. Dezember 2000 in Truckee, Kalifornien) ist eine US-amerikanische Skirennläuferin. Ihre Stärken liegen in den Disziplinen Abfahrt, Super-G und Riesenslalom.

## Biografie
A J Hurt wuchs am Lake Tahoe in Kalifornien auf, erlernte das Skifahren in Squaw Valley und trat im Alter von vier Jahren dem Squaw Valley Ski Team bei. Aufgrund herausragender Leistungen in der U16-Kategorie wurde sie als 14-Jährige in die nationale Trainingsgruppe aufgenommen. Im August 2016 nahm sie in Neuseeland erstmals an FIS-Rennen teil. Die ersten Einsätze im Nor-Am Cup folgten im Dezember desselben Jahres, wobei sie sogleich in die Punkteränge fuhr. Früh zeichnete sich eine Vorliebe für die schnellen Disziplinen Abfahrt und Super-G ab, doch auch im Riesenslalom zeigten sich Fortschritte. Vier Tage nach ihrem ersten Sieg im Nor-Am Cup gab sie am 25. November 2017 ihr Debüt im Weltcup und erreichte im Riesenslalom von Killington Platz 45. Zwei Wochen später folgte der zweite Sieg in einem Nor-Am-Rennen, was ihr Platz 3 in der Riesenslalom-Disziplinenwertung einbrachte. Zum Abschluss der Saison 2017/18 errang sie zwei US-amerikanische Meistertitel im Riesenslalom und in der Kombination.
Zu Beginn der Saison 2018/19 gelang A J Hurt eine Siegesserie im Nor-Am Cup. Innerhalb einer Woche gewann sie fünf Rennen in drei verschiedenen Disziplinen. Im weiteren Verlauf des Winters kamen zehn Podestplätze hinzu. Dies ergab schließlich den zweiten Platz in der Gesamtwertung sowie den Sieg in der Abfahrts- und der Kombinationswertung. Bei den Juniorenweltmeisterschaften 2019 im Fassatal gewann sie Silber im Mannschaftswettbewerb. Ihre ersten Weltcuppunkte holte Hurt am 26. November 2020 mit Platz 25 im Parallelrennen von Lech. Bei den Juniorenweltmeisterschaften 2021 in Bansko holte sie Bronze im Slalom.
Im Januar 2023 musste sich Hurt wegen einer Knöchelverletzung operieren lassen und verpasste dadurch den größten Teil der Saison 2022/23. Bei ihrem Comeback am 25. November desselben Jahres fuhr sie im Riesenslalom von Killington sogleich auf Platz 19, eine Woche später in Mont-Tremblant auf Platz 9. In ihrem erst zweiten Slalom nach der Verletzungspause erzielte sie am 7. Januar 2024 überraschend die erste Weltcup-Podestplatzierung ihrer Karriere, mit Platz 3 im Slalom von Kranjska Gora (nach Laufbestzeit im zweiten Durchgang). Am 10. Februar 2024 gelang ihr als Drittplatzierter in Soldeu die erste Podestplatzierung in einem Riesenslalom.

## Erfolge

### Olympische Spiele
- Peking 2022: 34. Slalom

### Weltmeisterschaften
- Cortina d’Ampezzo 2021: 29. Super-G
- Saalbach-Hinterglemm 2025: 13. Riesenslalom, 16. Team-Kombination, 19. Slalom

### Weltcup
- 4 Platzierungen unter den besten zehn, davon 2 Podestplätze

### Weltcupwertungen
| Saison  | Gesamt | Gesamt | Super-G | Super-G | Riesenslalom | Riesenslalom | Slalom | Slalom | Parallel | Parallel |
| Saison  | Platz  | Punkte | Platz   | Punkte  | Platz        | Punkte       | Platz  | Punkte | Platz    | Punkte   |
| ------- | ------ | ------ | ------- | ------- | ------------ | ------------ | ------ | ------ | -------- | -------- |
| 2020/21 | 82.    | 36     | 50.     | 6       | 37.          | 22           | 55.    | 2      | 25.      | 6        |
| 2021/22 | 89.    | 32     | –       | –       | 37.          | 27           | –      | –      | 26.      | 5        |
| 2023/24 | 32.    | 268    | –       | –       | 15.          | 202          | 31.    | 66     | –        | –        |

### Nor-Am Cup
- Saison 2017/18: 6. Gesamtwertung, 3. Riesenslalomwertung, 4. Abfahrtswertung, 4. Super-G-Wertung
- Saison 2018/19: 2. Gesamtwertung, 1. Abfahrtswertung, 1. Kombinationswertung, 2. Riesenslalomwertung, 2. Super-G-Wertung, 5. Slalomwertung
- Saison 2019/20: 5. Riesenslalomwertung
- 23 Podestplätze, davon 9 Siege:

| Datum             | Ort                | Land   | Disziplin    |
| ----------------- | ------------------ | ------ | ------------ |
| 21. November 2017 | Copper Mountain    | USA    | Riesenslalom |
| 11. Dezember 2017 | Panorama           | Kanada | Super-G      |
| 5. Dezember 2018  | Lake Louise        | Kanada | Abfahrt      |
| 6. Dezember 2018  | Lake Louise        | Kanada | Abfahrt      |
| 7. Dezember 2018  | Lake Louise        | Kanada | Super-G      |
| 11. Dezember 2018 | Panorama           | Kanada | Super-G      |
| 11. Dezember 2018 | Panorama           | Kanada | Kombination  |
| 4. Februar 2020   | Georgian Peaks     | Kanada | Riesenslalom |
| 12. Dezember 2020 | Whiteface Mountain | USA    | Riesenslalom |

### Juniorenweltmeisterschaften
- Davos 2018: 7. Abfahrt, 8. Riesenslalom
- Fassatal 2019: 2. Mannschaftswettbewerb, 7. Riesenslalom, 10. Abfahrt
- Narvik 2020: 6. Super-G, 16. Abfahrt
- Bansko 2021: 3. Slalom, 18. Super-G

### Weitere Erfolge
- 2 US-amerikanische Meistertitel (Riesenslalom und Kombination 2018)
- 6 Siege in FIS-Rennen